# Lohuec
Lohuec (tiếng Breton: Lohueg) là một xã của tỉnh Côtes-d’Armor, thuộc vùng Bretagne, tây bắc Pháp.

## Dân số
Người dân ở Lohuec được gọi là Lohuécois.